# Fagersta (stad)
Fagersta is de hoofdstad van de gemeente Fagersta in het landschap Västmanland en de provincie Västmanlands län in Zweden. De stad heeft 10890 inwoners (2005) en een oppervlakte van 952 hectare.

## Verkeer en vervoer
Bij de plaats lopen de Riksväg 66, Riksväg 68, Riksväg 69 en Länsväg 250.
De plaats heeft een station aan de spoorlijnen Godsstråket genom Bergslagen en Bergslagspendeln.

## Afkomstig uit Fagersta
- The Hives, Zweedse popgroep
- Lennart Hellsing (1919), schrijver en vertaler